# Strabon
"Strabo" ("razrok") je naziv kojim su Rimljani označavali osobu čije su oči bile iskrivljene ili izobličene. Pompejev otac se zvao "Pompeius Strabo". Osoba rodom sa Sicilije koja je imala jasan vid kojim je mogla vidjeti stvari na velikoj daljini kao da su blizu također je nazivana "Strabo."
Najznačajnija ličnost po tom imenu bio je Strabon (grčki Στράβων; rođen 63. pr. Kr. ili 64. pr. Kr., umro o. 24. po. Kr.), grčki povjesničar, zemljopisac i filozof. U današnje vrijeme Strabon je uglavnom slavan po svojoj Geografiji (grčki Γεωγραφικά), djelu u 17 knjiga koje sadrže povijest i opise ljudi i mjesta diljem njemu poznatog svijeta.
Strabon je rođen u imućnoj obitelji iz Amaseje (današnja Amasya, Turska) u Pontu, koji je postao dijelom Rimskog Carstva upravo u vrijeme oko njegova rođenja. Učio je pod vodstvom mnogih zemljopisaca i filozofa, prvo u vlastitom kraju, a kasnije i u Rimu. U filozofiji je bio stoik, a u politici zagovornik rimskog imperijalizma. Kasnije je poduzeo znatna putovanja, među ostalim u Egipat i Etiopiju. Nije poznato kada je napisao Geografiju iako naznake u njoj smještaju završnu verziju u vrijeme vladavine cara Tiberija. Neki smještaju njegove prve skice oko 7., drugi pak oko 18. Spominje se smrt mauretanijskoga kralja Jube koja se dogodila 23. godine.
Strabonova Historia je izgubljena: sam ju Strabon navodi, a i ostali stari pisci spominju da je postojala. Sve što je ostalo od nje jest fragmenat papirusa koji se danas čuva na Milanskom sveučilištu (prenumeriran P[apirus] 46).
Za Strabonovu smrt je predloženo nekoliko različitih datuma, većinom smještenih ubrzo nakon 23. po. Kr.

## Geografija
Geographia je sveobuhvatno djelo na grčkome, obuhvaća 17 knjiga, te se može smatrati enciklopedijom zemljopisnog znanja Strabonova vremena. Sačuvana je u cijelosti, osim nekih dijelova iz knjige 7. Iako pokriva u ono vrijeme cijeli svijet poznat Grcima i Rimljanima, pati od nekoliko većih pogrešaka: stalna i jako nametljiva obrana pjesnika Homera kao zemljopisnog izvora vodila ga je ispuštanju suvremenijih pisaca, kao što je Herodot koji je zajedno sa Strabonom često bio svjedokom onoga što je izvještavao; zaokupljenost zapisnikom često s varavim zaključcima, te kritika drugih pisaca; naročito grčki apriorni stav prema činjenicama tražeći da ih se izvodi uz čistu primjenu razuma. Ukratko, netko bi volio više zemljopisa, a manje zaključivanja. Ta slabije poznata područja ipak su opskrbila moderne znanstvenike vrijednim povijesnim informacijama o metodama starovjekovnog zemljopisa i o mnogim starijim zemljopiscima čija djela se nisu uspjela sačuvati.
Tridesetak rukopisa Geografije ili njenih dijelova je sačuvano, većina njih su srednjovjekovni prijepisi prijepisa, iako postoje fragmenti s papirusnih svitaka koji su prepisani oko 100. – 300. po. Kr. Znanstvenici su se mučili stoljeće i po kako bi napravili pouzdano izdanje slično onome što ga je Strabon napisao. Završno izdanje izdano je 2002. pojavljujući se po jednom svesku godišnje.